# 陈道汉
陈道汉（1937年11月—2018年10月16日），男，浙江嵊县人，中国行星物理学家，曾任中国科学院紫金山天文台研究员。译有《天文学简史》。